# Aeroporto di Noatak
L'Aeroporto civile di Noatak (IATA: WTK, ICAO: PAWN) (in inglese Noatak Airport) è un grande aeroporto civile situato nella città di Noatak in Alaska, negli Stati Uniti d'America.

## Servizi
L'aeroporto dispone di una pista d'atterraggio, di ghiaia, lunga 1.219 metri.